# Соловей Валерій Юрійович
Валерій Юрійович Соловей (нар. 1 січня 1951, Носівка, Чернігівська область, Українська РСР, СРСР) — український легкоатлет, спеціалізується з бігу на довгі дистанції, марафонець. 20-разовий чемпіон і призер України, рекордсмен з марафонського бігу з результатом 2 години 12 хвилин 09 секунд (Фукуока, Японія). Майстер спорту України міжнародного класу з легкої атлетики.

## До життєпису
Випускник Носівської середньої школи № 2, навчався у Чернігівському кооперативному технікумі, закінчив Київський технологічний інститут легкої промисловості, закінчив Київський інститут фізичної культури та спорту.
5 грудня 1982 в місті Фукуока (Японія) встановив рекорд України з марафону (чоловіки) з показникам 2:12.09 
Двічі переміг Паризький марафон, Камерун, Нікарагуа. 
Переможець меморіала В. Куца 10 000 м місто Подольськ 28 хв. 50 с. 
Вперше виконав майстра спорта Ужгородського марафону 1975 рік, 2 год. 19 хв. 25 с. 1 місце Мойсеев Леонид Челябинск, 2 місце капітан Сілаев Росія, 4 місце Вакар Микола Львів. 
Вперше переміг на Чемпіонаті України 10 000 м. Вінниця 1977 році.  
Останній раз переміг на 10 000 м в 1984 році місто Київ, 2 місце майстер спорту міжнародного класу М. Ноколаенко місто Дніпропетровськ 5 000 м. 1 місце Шестеров м. Харків, 2 місце Тіщенко м. Носівка, 3 місце 13 хв. 49 с. Соловей м. Носівка. 
Неодноразовий призер кубка СРСР і призер чемпіонату СРСР по марафону. 
Перший раз переміг на чемпіонаті України в 1975 рік на 30 км. Кам'янець-Подільський, 1976 м. Чернігів. 
Перший раз став призером України на 5 000 м й 10 000 м. 20 000 м, 30 000 м, марафон 42 195 м перше місце Стрілець Анатолій м. Запоріжжя. 
Останній раз другим на 10 000 м. 1986 рік місто Дніпропетровськ, перше місце чемпіон СРСР, Мокринський місто Сімферополь. 
Першість ВС и ЦС «Динамо» 1985 р. м. Київ на 20 000 м. 1 місце Соловей Україна, 2 місце Руденко Кіргізія, 3 місце Семенов Україна, 4 місце Меркушен Білорусія. 
Останній раз був учасником марафонських забігів 1987 році Камерун, Ефіопія с того часу не брав участь у змаганнях. 